# Acontia nivipicta
Acontia nivipicta är en fjärilsart som beskrevs av Butler 1886. Acontia nivipicta ingår i släktet Acontia och familjen nattflyn. Inga underarter finns listade i Catalogue of Life.

## Bildgalleri

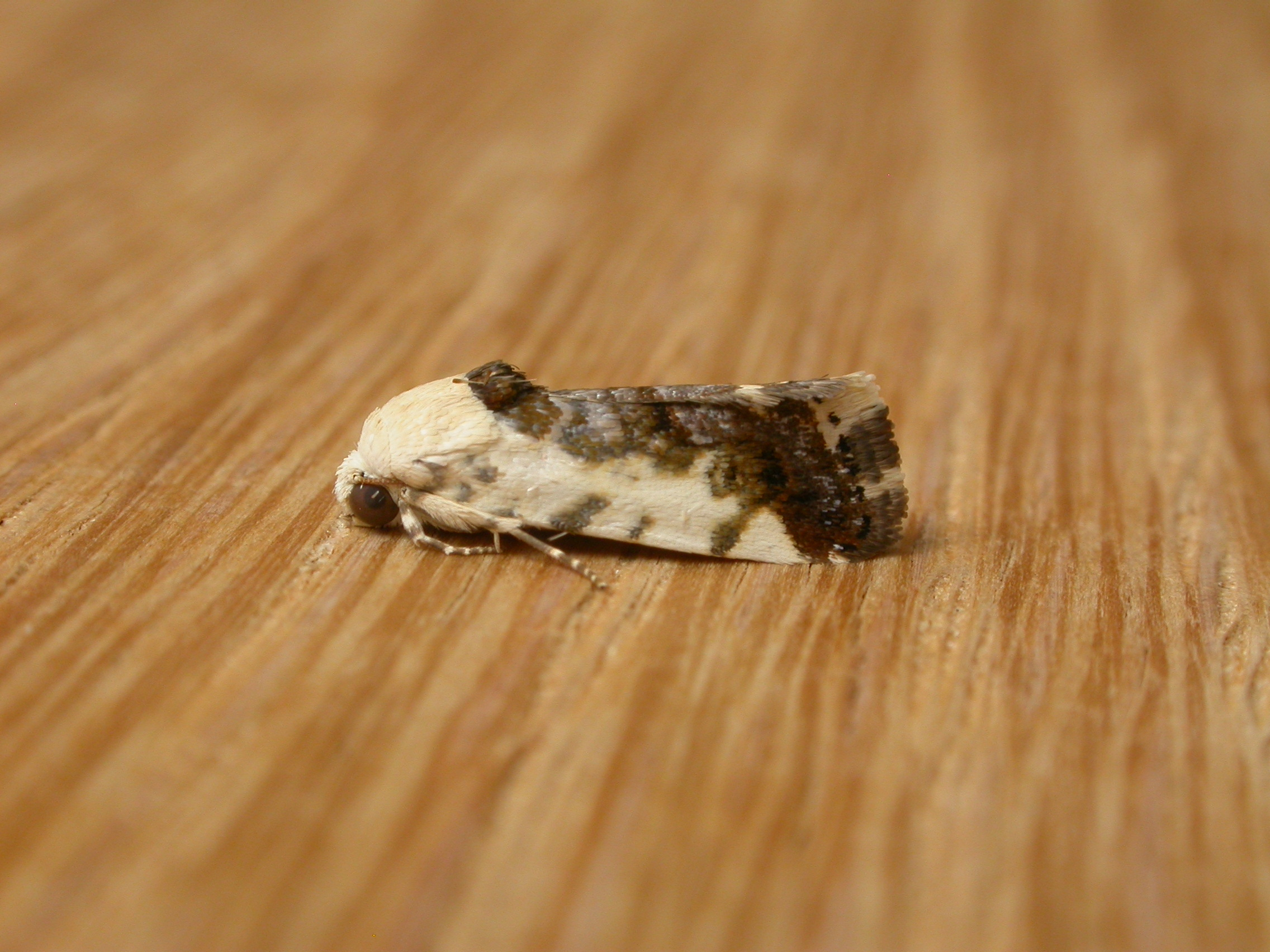